# Hell's Paradise
Hell's Paradise (地獄楽, Hell's Paradise: Jigokuraku) est un shōnen manga écrit et dessiné par Yūji Kaku. Il est prépublié du 22 janvier 2018 au 25 janvier 2021 dans le Shōnen Jump+, puis publié en volumes reliés en un total de 13 volumes par l'éditeur japonais Shūeisha. La version française est éditée par Kazé du 13 mars 2019 au 25 août 2021.
Une adaptation en série télévisée d'animation produite par le studio japonais MAPPA est diffusée d'avril 2023 à juillet 2023. En France, la version originale sous-titrée est diffusée les mercredis soir depuis le 12 avril 2023 sur la case J+1 de la chaine J-One. Une saison 2 est annoncée pour janvier 2026.

## Synopsis
Gabimaru, « Le Vide », le plus célèbre et puissant des assassins a été capturé et croupit en prison. Affirmant n'avoir plus aucune raison de vivre, il attend désespérément qu'un bourreau parvienne à lui ôter la vie car son entraînement surhumain lui permet de résister aux pires des châtiments. C'est alors qu'il reçoit la visite d'un exécuteur pas comme les autres : une puissante manieuse de sabre et trancheuse de tête. Après un âpre combat dont il réchappe de peu, celle-ci le pousse dans ses retranchements. En échange de la vie sauve, elle lui propose un marché : il devra se rendre sur une île mystérieuse afin de récupérer un élixir d'immortalité. Seul problème : le seul témoin revenu "vivant" de cette île est en mort cérébrale car infecté et consumé par une plante comme issue d'un autre monde...

## Personnages

### Personnages principaux
Gabimaru  (画眉丸)
Voix japonaise : Chiaki Kobayashi, voix française : Yoann Sover
Il s'agit du ninja le plus puissant d'Iwagakure, où il a été entraîné à tuer depuis sa naissance. Il est connu sous le nom de Gabimaru « Le Vide » pour son manque d'émotion pendant son travail macabre. Il est cependant très amoureux de sa femme, la fille du chef du village, qui le traite différemment de tous les autres en raison de sa nature pacifique. Prévoyant de couper les liens avec le village pour vivre une vie normale avec sa femme, il est piégé par ses camarades et capturé.
Yamada Asaemon Sagiri (山田浅ェ門佐切)
Voix japonaise : Yumiri Hanamori (ja), voix française : Kaïna Blada
C'est un maître épéiste de la célèbre famille de bourreaux Yamada Asaemon, où elle est la seule femme bourreau. Elle recrute Gabimaru pour l'expédition après avoir constaté son talent et sa forte volonté de vivre.

### Criminels choisis pour la mission
Ce sont les criminels que le Shogunat a choisi pour le voyage vers Shinsenkyo afin de trouver l'élixir de vie. Un bourreau du Clan Yamada Asaemon est assigné à chacun d'eux afin de les surveiller.
Yuzuriha  (杠)
Voix japonaise : Rie Takahashi, voix française : Charlotte Hervieux
C'est une femme ninja égocentrique connue sous le nom de Yuzuriha de Keishu (傾主の杠).
Aza Chōbei (亜左 弔兵衛, Aza Chōbē)
Voix japonaise : Ryōhei Kimura (ja), voix française : Arthur Pestel
C'est le chef d'un gang de bandits dans la province d'Iyo et le frère aîné de Toma.
Tamiya Gantetsusai (民谷 巌鉄斎)
Voix japonaise : Tetsu Inada, voix française : Mario Bastelica
Il s'agit d'un célèbre maître épéiste qui a été condamné à mort. Bien qu'il soit quelque peu lubrique et superficiel, l'art de l'épée de Gantetsusai est sans précédent et il peut même égaler de nombreux Yamada Asaemons dans un duel.
Nurugai (ヌルガイ)
Voix japonaise : Makoto Koichi (ja), voix française : Rune Carmes
C'est le dernier membre du peuple Sanka. Nurugai a été condamnée à mort après avoir accidentellement attiré des samouraïs dans son village, car les Sanka étaient un symbole de rébellion contre le shogun. Malgré son apparence et son comportement trompeur, il s'agit d'une fille.
Rokurota (六呂田)
Il s'agit d'un criminel redoutable et très fort. Par son physique imposant, il est surnommé  « le géant de Bizen ». Il est mentalement sous-développé car il possède l'esprit d'un bébé, car il est incapable de parler et de pleurer en tant que tel quand il a faim. Il est craint pour son immense force, ayant tué de nombreuses personnes à mains nues, souvent d'un seul coup, dont ses parents et des Yamada Asaemons.

### Les Yamada Asaemon
Ce clan est un prestigieux dojo d'épéistes situé" dans la ville d'Edo. Ils sont formés comme testeurs d'épées pour qu'ils deviennent des bourreaux à part entière au service du Shogunat. Une fois entièrement formé, chaque épéiste a son nom précédé du titre « Yamada Asaemon ».
Tōma (桐馬)
Voix japonaise : Kensho Ono (ja), voix française : Hervé Grull
Il s'agit du bourreau affecté à Chōbei. Il s'est infiltré dans le Yamada Asaemon afin de libérer Chōbei, qui est son frère aîné.
Fuchi (付知)
Voix japonaise : Aoi Ichikawa (ja), voix française : Thomas Sagols
Il s'agit du bourreau assigné à Gantetsusai. Il a une coupe au carré blond, un haut niveau de connaissances médicales et est classé neuvième dans la hiérarchie Yamada Asaemon.
Shion (士遠)
Voix japonaise : Chikahiro Kobayashi (ja), voix française : Simon Herlin
Il s'agit du bourreau assigné à une criminelle du nom de Akaginu. Il est aveugle et classé quatrième dans la hiérarchie Yamada Asaemon. Il est le maître de Tenza.
Tenza (典坐)
Voix japonaise : Yūsuke Kobayashi, voix française : Arnaud Laurent
Il s'agit du bourreau assigné à une criminelle du nom de Nurugai. Il est classé 10e dans la hiérarchie Yamada Asaemon.
Senta (仙汰)
Voix japonaise : Daiki Yamashita, voix française : Mathias Casartelli
Il s'agit du bourreau assigné à Yuzuriha. Il est potelé, porte des lunettes et est classé cinquième dans la hiérarchie Yamada Asaemon.

### Habitants de l'île
Mei (メイ)
Voix japonaise : Konomi Kohara
Il s'agit d'une petite fille mystérieuse habitant sur l'île et qui possède une force extraordinaire.

## Manga
Hell's Paradise est dessiné par Yūji Kaku. La série est publiée du 22 janvier 2018 au 25 janvier 2021 sur la plateforme Shōnen Jump+ de l'éditeur Shūeisha,. L'éditeur Shūeisha publie les chapitres en  tankōbon avec un premier volume sorti le 4 avril 2018. Au total, 13 volumes sont parus,. En dehors du Japon, la série est publiée sur la plateforme en ligne Manga Plus simultanément à la parution japonaise. Des chapitres spéciaux sont également publiés dans les 27e/28e numéros du Weekly Shōnen Jump du 6 août 2018, ainsi que dans le 28e numéro du magazine paru le 10 juin 2019,. La version française est publiée par Kazé avec un premier volume sorti le 13 mars 2019.

### Liste des volumes
| no                                      | Japonais         | Japonais          | Français         | Français          |
| no                                      | Date de sortie   | ISBN              | Date de sortie   | ISBN              |
| --------------------------------------- | ---------------- | ----------------- | ---------------- | ----------------- |
| 1                                       | 4 avril 2018     | 978-4-08-881471-1 | 13 mars 2019     | 978-2-820-33532-6 |
| Liste des chapitres : Chapitres 1-6     |                  |                   |                  |                   |
| 2                                       | 4 juin 2018      | 978-4-08-881502-2 | 9 mai 2019       | 978-2-820-33547-0 |
| Liste des chapitres : Chapitres 7-16    |                  |                   |                  |                   |
| 3                                       | 3 août 2018      | 978-4-08-881546-6 | 3 juillet 2019   | 978-2-820-33563-0 |
| Liste des chapitres : Chapitres 17-26   |                  |                   |                  |                   |
| 4                                       | 2 novembre 2018  | 978-4-08-881601-2 | 4 septembre 2019 | 978-2-820-33574-6 |
| Liste des chapitres : Chapitres 27-36   |                  |                   |                  |                   |
| 5                                       | 4 mars 2019      | 978-4-08-881697-5 | 6 novembre 2019  | 978-2-820-33590-6 |
| Liste des chapitres : Chapitres 37-46   |                  |                   |                  |                   |
| 6                                       | 4 juin 2019      | 978-4-08-881803-0 | 15 janvier 2020  | 978-2-820-33771-9 |
| Liste des chapitres : Chapitres 47-56   |                  |                   |                  |                   |
| 7                                       | 4 septembre 2019 | 978-4-08-882056-9 | 4 mars 2020      | 978-2-820-33785-6 |
| Liste des chapitres : Chapitres 57-66   |                  |                   |                  |                   |
| 8                                       | 4 décembre 2019  | 978-4-08-882148-1 | 3 juin 2020      | 978-2-820-33805-1 |
| Liste des chapitres : Chapitres 67-76   |                  |                   |                  |                   |
| 9                                       | 4 mars 2020      | 978-4-08-882230-3 | 26 août 2020     | 978-2-820-33822-8 |
| Liste des chapitres : Chapitres 77-86   |                  |                   |                  |                   |
| 10                                      | 4 juin 2020      | 978-4-08-882338-6 | 25 novembre 2020 | 978-2-820-33840-2 |
| Liste des chapitres : Chapitres 87-96   |                  |                   |                  |                   |
| 11                                      | 4 septembre 2020 | 978-4-08-882407-9 | 24 février 2021  | 978-2-820-34060-3 |
| Liste des chapitres : Chapitres 97-106  |                  |                   |                  |                   |
| 12                                      | 4 décembre 2020  | 978-4-08-882523-6 | 19 mai 2021      | 978-2-820-34079-5 |
| Liste des chapitres : Chapitres 107-116 |                  |                   |                  |                   |
| 13                                      | 30 avril 2020    | 978-4-08-882583-0 | 25 août 2021     | 978-2-820-34108-2 |
| Liste des chapitres : Chapitres 117-127 |                  |                   |                  |                   |

## Anime
Une adaptation en anime est annoncée dans le 8e numéro du Weekly Shōnen Jump paru le 25 janvier 2021. Durant la Jump Festa 22, une bande annonce est dévoilée. La série est animée par le studio MAPPA et réalisée par Kaori Makita, avec Akira Kindaichi au scénario, Koji Hisaki au design des personnages et Yoshiaki Dewa à la composition.
La série est diffusée depuis du 1er avril 2023 au 1er juillet 2023 au Japon sur TV Tokyo et d'autres chaînes,. En novembre 2022, Crunchyroll annonce la diffusion dans plusieurs pays dont la France pour 2023.
Ringo Shiina et Millennium Parade interprètent le générique du début intitulé Work, tandis que Uru (ja) interprète le générique de fin intitulé Kamihitoe.
Une seconde saison est annoncée à la fin de la diffusion du treizième épisode.

### Liste des épisodes
| No | Titre français       | Titre japonais | Titre japonais         | Date de 1re diffusion |
| No | Titre français       | Kanji          | Rōmaji                 | Date de 1re diffusion |
| -- | -------------------- | -------------- | ---------------------- | --------------------- |
| 1  | Condamné et Bourreau | 死罪人と執行人 | Shizaijin to shikkōnin | 1er avril 2023        |
| 2  | Sélection et choix   | 選別と選択     | Senbetsu to sentaku    | 8 avril 2023          |
| 3  | Force et faiblesse   | 弱さと強さ     | Yowasa to tsuyosa      | 15 avril 2023         |
| 4  | Enfer et paradis     | 地獄と極楽     | Jigoku to gokuraku     | 22 avril 2023         |
| 5  | Samouraï et femme    | 侍と女         | Samurai to onna        | 29 avril 2023         |
| 6  | Cœur et raison       | 心と理         | Kokoro to kotowari     | 6 mai 2023            |
| 7  | Fleur et offrande    | 花と贄         | Hana to nie            | 13 mai 2023           |
| 8  | Disciple et maître   | 弟子と師       | Deshi to shi           | 20 mai 2023           |
| 9  | Dieu et homme        | 神と人         | Kami to hito           | 3 juin 2023           |
| 10 | Yin et yang          | 陰と陽         | In to yō               | 10 juin 2023          |
| 11 | Fort et faible       | 弱イと強イ     | Yowai to tsuyoi        | 17 juin 2023          |
| 12 | Ombrelle et encre    | 傘と墨         | Kasa to sumi           | 24 juin 2023          |
| 13 | Rêve et réalité      | 夢と現         | Yume to utsutsu        | 1er juillet 2023      |

## Produits dérivés

### Light novel
Une adaptation en light novel, nommée Jigokuraku: Utakata no Yume (地獄楽 うたかたの夢) écrite par Sakaku Hishikawa est publiée le 4 septembre 2019,.
Une exposition des manuscrits de Kaku et des illustrations de la série s'est tenue au Tokyo Manga Salon Trigger du 3 au 9 novembre 2018. Une autre exposition a eu lieu au Tower Records à Shibuya du 29 août au 22 septembre 2020, où des biens collaboratifs conçus juste pour l'événement ont été vendus.

### Adaptation théâtrale
Une adaptation théâtrale fera ses débuts au Japon au quatrième trimestre 2022.

## Accueil
En août 2018, Hell's Paradise a été nommée comme la série la plus populaire sur la plateforme Shōnen Jump+. Plus d'un million d'exemplaires de la série étaient en circulation en juin 2019, un chiffre qui est passé à 2,5 millions en août 2020,. En avril 2021, le manga comptait plus de 3,6 millions d'exemplaires en circulation. Le deuxième volume de la série s'est vendu à 16 328 exemplaires au cours de sa première semaine de sortie. Le volume quatre s'est vendu à 20 139 exemplaires la première semaine, tandis que le volume cinq s'est vendu à 45 912 exemplaires,. Le 13e et dernier volume de la série s'est vendu à 39 759 exemplaires la première semaine.
Avec 16 510 votes, Hell's Paradise est arrivé à la 11e place dans la catégorie Web Manga des Next Manga Awards 2018, organisés par Niconico et le magazine Da Vinci. La série est arrivée en quatrième position sur la liste des bandes dessinées recommandées de 2018 par les employés de librairies à l'échelle nationale du Honya Club, établie à partir d'un sondage auprès de 1 100 employés de librairies professionnelles au Japon. Dans l'édition 2019 de Kono Manga ga sugoi! qui sonde les personnes travaillant dans l'industrie du manga et de l'édition, Hell's Paradise était l'une des trois séries ex aequo pour la 16e place sur sa liste des meilleures séries de mangas pour les lecteurs masculins.
Le magazine Publishers Weekly a écrit que le premier volume et les illustrations détaillées de Kaku, qui rappellent les mangas d'horreur de Junji Ito et donnent à la série un charme inquiétant et macabre, constituent un début prometteur. En examinant le premier chapitre pour The Fandom Post, Chris Beveridge lui a donné la note de B pour son illustration, ses idées intéressantes et le fait qu'il couvre beaucoup de terrain dans sa mise en place pour pouvoir aller de l'avant. La révélation finale lui a rappelé le roman Annihilation. Cependant, il a trouvé la structure un peu maladroite et a exprimé la crainte qu'elle ne tombe dans les "pièges habituels de la narration des mangas". Dans la critique du deuxième volume, Richard Gutierrez, a déclaré que si les images et l'action d'une beauté cauchemardesque sont ce qui attire initialement les lecteurs, c'est "la construction complexe des personnages sous-jacents de cette histoire sadique qui nous oblige à continuer la lecture".
Leroy Douresseaux a qualifié le volume 1 de Hell's Paradise de l'un des meilleurs premiers volumes d'un manga qu'il ait jamais lu accompagné d'une critique de 9/10 pour le Comic Book Bin. Il a déclaré que l'auteur captive les lecteurs avec les mystères de l'œuvre tandis que ses illustrations sont "comme si l'on prenait certaines des illustrations les plus choquantes des légendaires titres d'horreur de EC Comics et qu'on les multipliait par 10". Kiara Halls, de Comic Book Resources, a qualifié le premier volume de "grand bain de sang émotionnel" qui offre "une action shōnen classique et sanglante avec une profondeur émotionnelle inhabituellement sincère". Elle a expliqué que la relation entre Sagiri et Gabimaru constitue le cœur de l'histoire, il s'agit d'une relation peu commune, car leur lien est "un respect mutuel formé par une connexion émotionnelle", et non une relation de domination ou de luxure. Associé à "un graphisme solide et détaillé et une intrigue surnaturelle", elle a qualifié la série de succès potentiel.
Rebecca Silverman et Faye Hopper ont passé en revue le premier volume pour Anime News Network et lui ont attribué 3,5 étoiles sur 5. Les deux critiques ont fait l'éloge des personnages principaux Sagiri et Gabimaru et de leur relation, Hopper déclarant que la façon dont leurs luttes se reflètent et permettent à l'autre d'avoir de l'empathie et de grandir en dépit de leurs rôles opposés est exécutée avec "réflexion et une réelle puissance, et imprègne un seinen grinçant et gore avec du cœur". Silverman a estimé qu'en dépit de contenir certains éléments dérivés d'autres œuvres, Hell's Paradise parvient à en faire "une histoire qui mérite qu'on s'y intéresse" et qui est divertissante. Hopper pense que si ce manga violent ne convient pas à tout le monde, il présente un art macabre formidable, une accroche solide et des personnages riches, et elle l'admire pour avoir montré comment "une brutalité désinvolte et non critique blesse l'âme, et que le dégoût pour cette brutalité est normal et doit être accepté".